# Фръндза Влаха
„Фръндза Влаха (на арумънски: Frândza Vlahă, в превод Влашки лист) е арумънско месечно литературно и информационно списание, издавано от 1978 година в Бриджпорт, щата Кънектикът, САЩ.
Списанието е четиристранично, печатано на хектограф. Издател е Джон (Наку) Здру. То е най-дълго излизащото арумънско издание. Публикува текстове единствено на арумънски език.